# Salinenstraße 26 (Bad Kissingen)

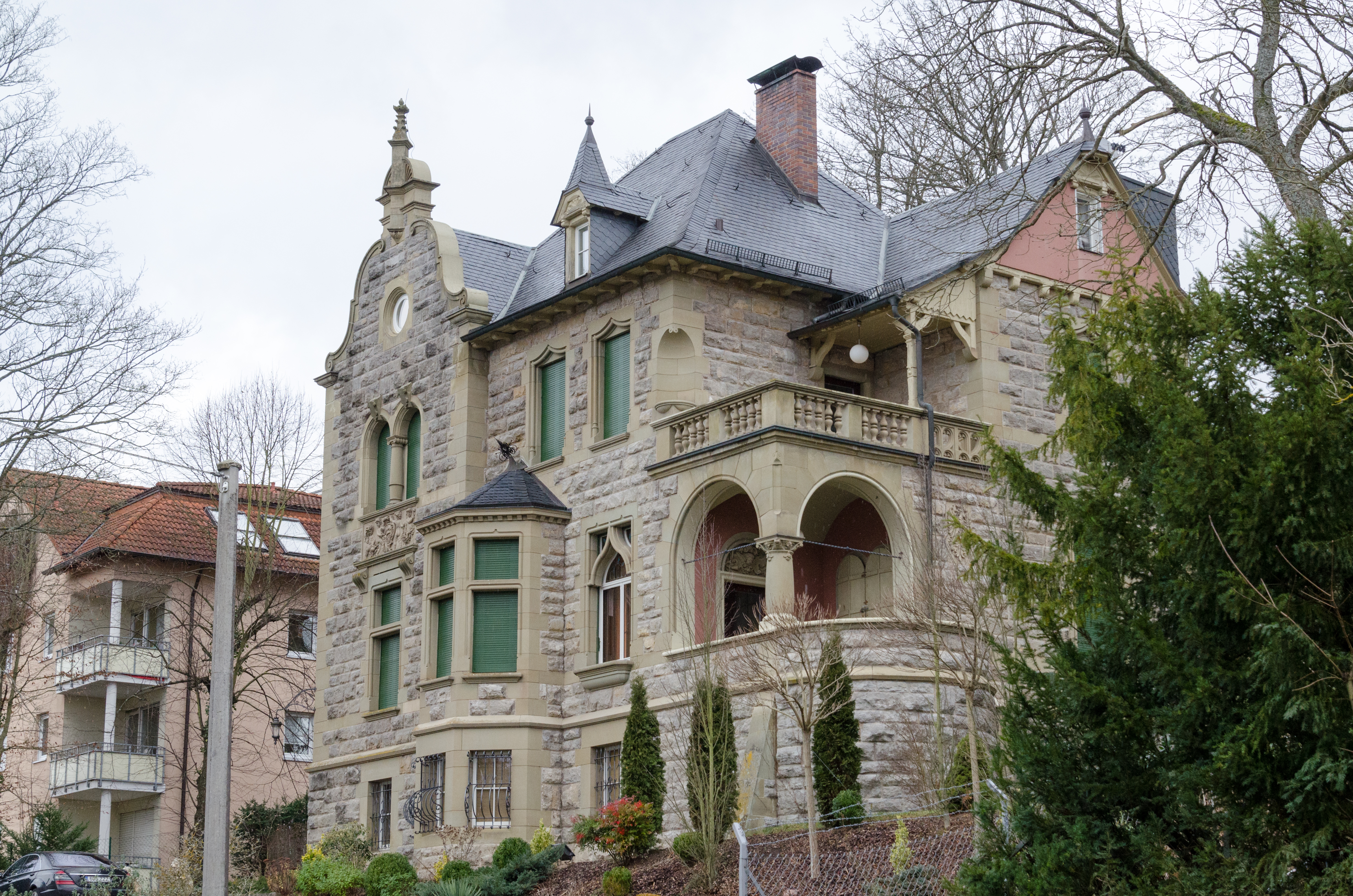
Salinenstraße 26 in Bad Kissingen

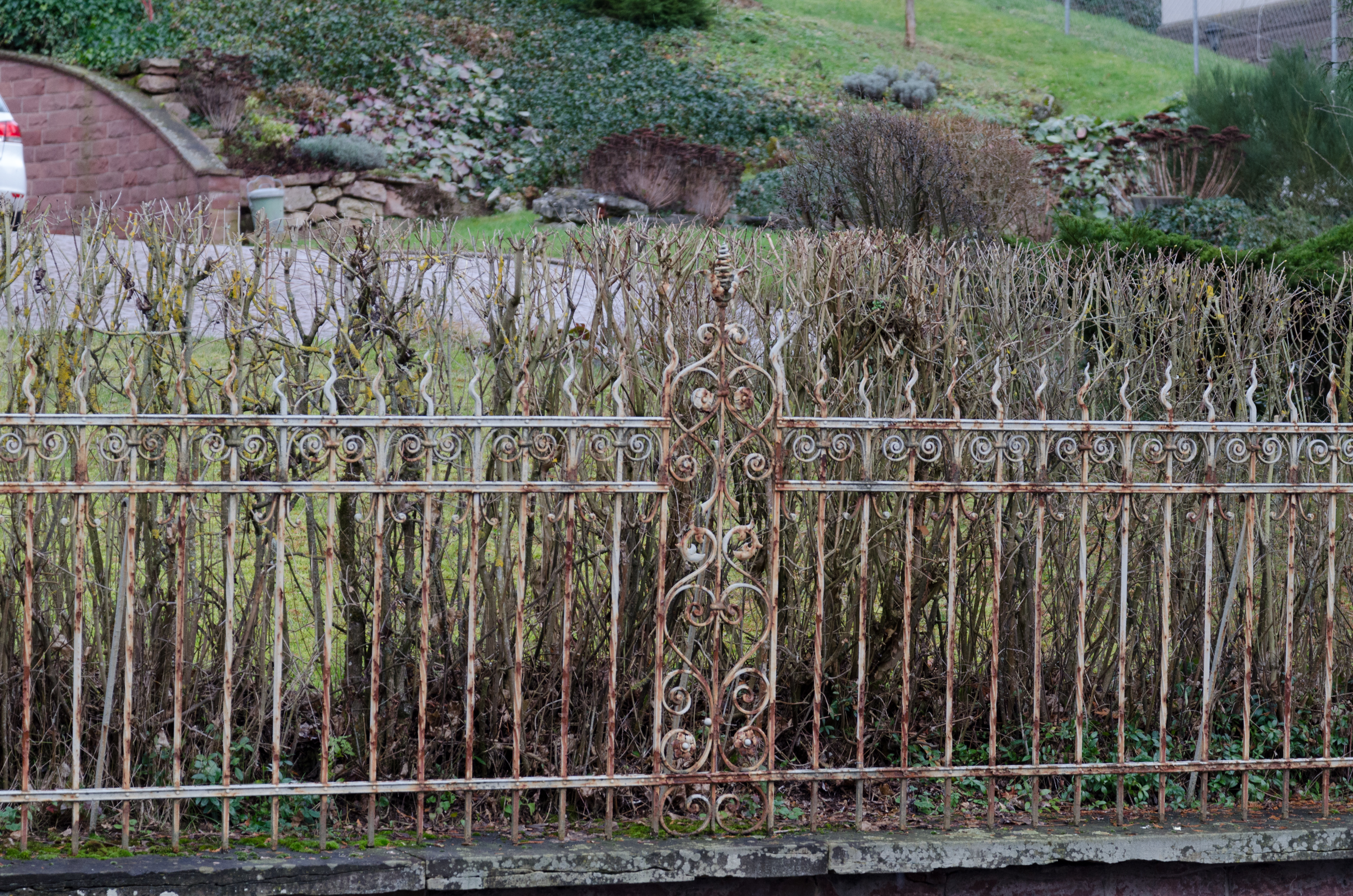
Einfriedung

Das Anwesen in der Salinenstraße 26 in der Salinenstraße in Bad Kissingen, der Großen Kreisstadt des unterfränkischen Landkreises Bad Kissingen, gehört zu den Bad Kissinger Baudenkmälern und ist unter der Nummer D-6-72-114-91 in der Bayerischen Denkmalliste registriert.

## Geschichte
Die Villa wurde im Jahr 1899 vom Bad Kissinger Architekten Carl Krampf im Stil der Neurenaissance errichtet. Bei dem Anwesen handelt es sich um einen zweigeschossigen Walmdachbau mit Sockelgeschoss und Bossenwerk, Altane sowie Risalit mit Ziergiebel. Die Bossierung der Außenfronten der Außenfronten verstärkt den Aspekt des Malerischen und erinnert an den Baustil mittelalterlicher Burgen.
Zu der Villa gehört eine gleichzeitig entstandene Einfriedung.